# افسانه طاعون: ریکوایم
افسانه طاعون: ریکوایم (به انگلیسی: A Plague Tale: Requiem) یک بازی ویدوئویی در سبک اکشن ماجراجویی و ترس و بقا و مخفی‌کاری است که توسط آسوبو استودیو توسعه یافته و به‌وسیلهٔ فوکوس هوم اینتراکتیو منتشر شده‌است. این بازی دنباله‌ای بر داستان افسانه طاعون: اینسنس (۲۰۱۹) به‌شمار می‌رود. این بازی در ۱۸ اکتبر ۲۰۲۲، برای پلتفرم‌های نینتندو سوئیچ، پلی‌استیشن ۵، مایکروسافت ویندوز، و ایکس‌باکس سری اکس/اس منتشر شد.

## بازتاب‌ها
افسانه طاعون: اینسس را می‌توان یک بازی سرگرم کننده و جذاب دانست که روایت‌گر داستان خواهر و برادری بود که برای زنده‌ماندن تلاش می‌کنند و پایان‌ آن، به‌گونه‌ای بود که کاربران انتظار ساخته شدن ادامه آن را داشتند. استودیو اسوبو با تایید دنباله این بازی به‌دنبال گسترش تجربه و جهانی رفت که توانسته بود تجربه‌ی خوبی را ارائه دهد.
افسانه طاعون: ریکوایم باتوجه‌به نمایش‌های خود نوید یک محصول بهتر را می‌دهد که در آن احتمال می‌رود بعضی از مشکلات نسخه قبل رفع شده باشد. حال چند سال از وقایع نسخه پیشین می‌گذرد و هیوگو به‌خوبی به قدرت خود مسلط شده و می‌تواند یک کمک حال واقعی برای خواهر خود باشد. امروز این بازی رسما عرضه شد و میانگین امتیازهای آن نوید یک محصول سرگرم کننده را می‌دهد.
| گردآورنده | امتیاز                                 |
| --------- | -------------------------------------- |
| متاکریتیک | (PC) ۸۱/۱۰۰ (PS5) ۸۳/۱۰۰ (XSXS) ۸۵/۱۰۰ |

| ناشر                     | امتیاز |
| ------------------------ | ------ |
| دستراکتید                | ۸/۱۰   |
| الکترونیک گیمینگ مانثلی  | [ ۵ ]  |
| گیم اینفورمر             | ۸/۱۰   |
| گیم‌اسپات                 | ۷/۱۰   |
| گیمز ریدار+              | [ ۸ ]  |
| هاردکور گیمر             | ۴.۵/۵  |
| آی‌جی‌ان                   | ۸/۱۰   |
| پی‌سی گیمر (ایالات متحده) | ۸۵/۱۰۰ |
| پی‌سی‌گیمزان               | ۸/۱۰   |
| پوش اسکوئر               | [ ۱۳ ] |
| شک‌نیوز                   | ۷/۱۰   |
| گاردین                   | [ ۱۵ ] |
| وی‌جی۲۴۷                  | [ ۱۶ ] |
| VideoGamer.com           | ۹/۱۰   |

## مقدمات
شش ماه پس از وقایع بازی اول، خواهر و برادر آمیشیا و هوگو اکنون باید به جنوب فرانسه سفر کنند تا به دنبال جزیره‌ای باشند که ممکن است درمانی برای بیماری خونی مرموز هوگو ارائه دهد. هوگو غالباً تحت تأثیر قدرت‌های جدید خود قرار می‌گیرد، در حالی که آمیشیا باید با آسیب روحی ناشی از کشتن دشمنان و سایر اقدامات انجام شده برای محافظت از خود و برادرش روبرو شود.

## توسعه
افسانه طاعون: ریکوایم توسط شرکت سازنده بازی‌های ویدیویی فرانسوی آسوبو استودیو ساخته شده‌است. شبیه به نسخهٔ اول، بازی در فرانسه در قرن ۱۴ میلادی اتفاق می‌افتد. برای اطمینان از صحت مکان‌ها، تیم سازنده بازی. ویکی‌پدیا و سایر وب‌سایت‌های تخصصی را برای اطلاعات بیشتر از اتفاقات دوره طاعون در قرن ۱۴ میلادی در فرانسه و اتفاقات دوره قرون وسطی رو مورد تحقیق قرار دادند. آن‌ها همچنین از تجربیات شخصی برخی از اعضای تیم خود الهام گرفتند. تیم در همان اوایل تصمیم گرفت که این بازی در مقایسه با نسخه قبلی خود دارای پالت رنگ متفاوتی باشد. در نتیجه، محیط بازی از آکیتن غم انگیز و جنگ زده به پروونس منتقل شد که رنگارنگ تر و پر جنب و جوش تر است. به گفته سباستین رنار، نویسنده اصلی، این امر «تضاد شدیدتری را بین واقعیت خشن محیط قرون وسطایی، که در آن رویدادهای وحشتناکی در حال رخ دادن است، و محیط‌های زیبا و گاهی ناشناخته» ایجاد کرد. برای ایجاد فرصت‌های اضافی برای حل پازل، بازی چندین مکان جدید از جمله بندرها و بازارها را در افسانه طاعون: ریکوایم وجوو دارد. افسانه طاعون: ریکوایم توسط آسوبو استودیو و ناشر فوکوس هوم اینتراکتیو در کنفرانس مطبوعاتی ای۳ ۲۰۲۱ مایکروسافت معرفی شد این بازی در ۱۸ اکتبر ۲۰۲۲ برای مایکروسافت ویندوز، پلی‌استیشن ۵ و ایکس‌باکس سری اکس/اس منتشر شد. انتشار نسل جدیدی از کنسول‌ها به بازی اجازه داد تا بیش از ۳۰۰۰۰۰ موش را به طور همزمان اچرا کند. یک نسخه فقط ابری نیز در همان روز برای نینتندو سوئیچ منتشر خواهد شد.